# Municipio de Brazil
El municipio de Brazil (en inglés: Brazil Township) es un municipio ubicado en el condado de Clay en el estado estadounidense de Indiana. En el año 2010 tenía una población de 8471 habitantes y una densidad poblacional de 501,94 personas por km².

## Geografía
El municipio de Brazil se encuentra ubicado en las coordenadas 39°32′24″N 87°7′4″O / 39.54000, -87.11778. Según la Oficina del Censo de los Estados Unidos, el municipio tiene una superficie total de 16.88 km², de la cual 16.73 km² corresponden a tierra firme y (0.84%) 0.14 km² es agua.

## Demografía
Según el censo de 2010, había 8471 personas residiendo en el municipio de Brazil. La densidad de población era de 501,94 hab./km². De los 8471 habitantes, el municipio de Brazil estaba compuesto por el 97.21% blancos, el 0.59% eran afroamericanos, el 0.13% eran amerindios, el 0.39% eran asiáticos, el 0.02% eran isleños del Pacífico, el 0.58% eran de otras razas y el 1.07% pertenecían a dos o más razas. Del total de la población el 1.46% eran hispanos o latinos de cualquier raza.